# Морешть (Арджеш)
Морешть, Морешті (рум. Morăști) — село у повіті Арджеш в Румунії. Входить до складу комуни Чепарі.
Село розташоване на відстані 153 км на північний захід від Бухареста, 49 км на північний захід від Пітешть, 113 км на північний схід від Крайови, 98 км на південний захід від Брашова.

## Населення
За даними перепису населення 2002 року у селі проживали 233 особи, усі — румуни. Усі жителі села рідною мовою назвали румунську.